# Гранулит
Гранулитите са метаморфни скали, които са били подложени на високи температури на метаморфизъм. Те обикновено имат зърнеста (гранобластна) текстура – текстура, образувана от гранули с еднаква форма и размер, откъдето идва и названието „гранулит“. Те са особено интересни за геолозите, защото много гранулити представляват образци от дълбоката континентална кора. Някои гранулити са били подложени на декомпресия от дълбоко в Земята до по-плитки корови нива при висока температура. Други са изстинали, докато са се намирали дълбоко в Земята.
Минералите в един гранулит се различават в зависимост от скалата, от която е образуван гранулита и температурата и налягането, на които са били подложени при метаморфизма. Често срещан тип гранулит, съдържащ се във високометаморфните скали на континентите съдържа пироксен, плагиоклазен фелдшпат и добавъчен гранат, оксиди и понякога амфибол. Може да има както клинопироксен, така и ортопироксен и всъщност едновременното присъствие на клино- и ортопироксен в метаморфирания базалт определя гранулитния фациес.